# Mahler (pel·lícula)
Mahler és una pel·lícula britànica de Ken Russell, estrenada l'any 1974.

## Argument
L'acció se situa el 1911, en el viatge de retorn a Viena, en un moment en què Mahler, malalt, no sap encara que només té uns dies de vida. Al llarg Tot a la d'aquest viatge, el compositor, près per una desesperació profunda, reviu les etapes importants de la seva vida: la seva infantesa marcada per l'antisemitisme i la violència del seu pare contra la seva mare, el seu amor per la seva dona Alma, la seva conversió al catolicisme, que li facilita el seu accés com a cap de l'orquestra de Viena i la desaparició dels seus propers: el suïcidi del seu germà i la mort de la seva filla.

## Repartiment
- Robert Powell: Gustav Mahler
- Georgina Hale: Alma Mahler
- Lee Montague: Bernhard Mahler
- Miriam Karlin: Tia Rosa
- Rosalie Crutchley: Maria Mahler
- Gary Rich: El jove Gustav Mahler
- Richard Morant: Max
- Angela Down: Justine Mahler
- Antonia Ellis: Cosima Wagner
- Ronald Pickup: Nick
- Peter Eyre: Otto Mahler
- Dana Gillespie: Anna von Mildenburg
- George Coulouris: Metge Roth
- David Collings: Hugo Wolf
- Arnold Yarrow: L'avi
- David Trevena: Metge Richter
- Elaine Delmar: La princesa
- Benny Lee: Arnold
- Andrew Faulds: El metge en el tren
- Otto Diamant: Professor Sladky
- Michael Southgate Aloïs Mahler
- Kenneth Colley: Siegfried Krenek
- Sarah McClellan: Putzi
- Clara McClellan: Anna 'Glucki' Mahler
- Oliver Reed: el conductor del tren

## Al voltant de la pel·lícula
Russell considera Mahler com l'una de les seves millors pel·lícules. Es tracta d'una biografia novel·lada del compositor austríac Gustav Mahler, en què la música té una gran importància, marcant diverses escenes, de caràcter sovint oníric o fantasmagòric.
Les escenes oniriques de la pel·lícula estan marcades per referències a Freud; Mahler havia d'altra banda consultat aquest últim perquè l'ajudés a resoldre els seus problemes, sobretot conjugals. Dues escenes de antològia són particularment rellevants: la primera, en la qual Mahler somia que la seva dona i l'amant d'aquesta última l'enterren viu, és al ritme de troços escollits de la 5a, 1a, 7a i 9a simfonies; el segon posa Mahler amb Cosima Wagner disfressada de nazi, que transforma Mahler en cristià; aquesta escena utilitza elements del simbolisme wagnerià, tot presentant-los de manera ironica, gràcies a la música de Mahler, que associa ben sovint ironia i desesperació.
El final de la pel·lícula posa en evidència el caràcter de profunda tragèdia que va ser l'obra i la vida de Mahler i, més àmpliament, del gènere humà.
Seleccionat per la competició oficial al Festival de Canes 1974, la pel·lícula assoleix el Preu Vulcain de l'artista tècnic (Gran premi de la tècnica).